# Tell Me Baby
Singles de Red Hot Chili Peppers
Dani California
(2006) Snow (Hey Oh)
(2006)
Tell Me Baby est une chanson des Red Hot Chili Peppers. Sorti en 2006, le single est le deuxième extrait de leur album Stadium Arcadium.
Deux versions différentes étaient disponibles dans les bacs, chacune contenant des chansons bonus différentes (qui ne faisaient pas partie de l'album).
Première version :
1. Tell Me Baby
2. A Certain Someone

Deuxième version :
1. Tell Me Baby
2. Mercy Mercy
3. End of show Lyon

## Clip musical
La vidéo dédiée à cette chanson place le spectateur a la place d'un membre d'un jury dans une salle d'audition. Plusieurs personnes défilent -dont les 4 membres du groupe- et interprètent cette chanson. Fidèles a leurs gestuelles toujours énergiques et saugrenues (en particulier celles d'Anthony au chant et de Flea à la basse), les quatre musiciens apparaissent successivement dans le clip, parfois seuls, parfois entourés de personnes inconnues venant passer ladite audition. Bien évidemment, à la fin de la chanson, tous les participants sont réunis dans la salle pour jouer ensemble.